# Regencia Nacional y Carlista de Estella

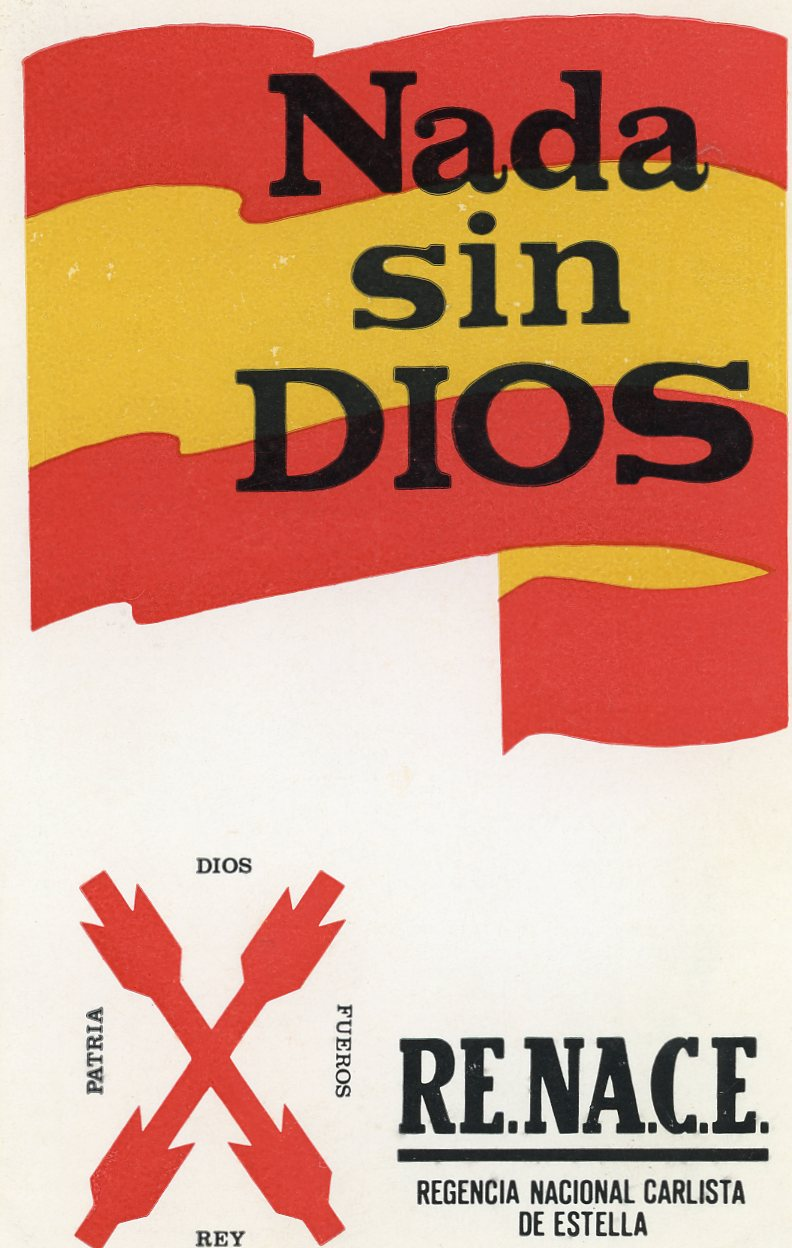
Regencia Nacional Carlista de Estella

La Regencia Nacional y Carlista de Estella (RENACE) fue una organización política carlista que apareció en 1958 dirigida por Mauricio de Sivatte, antiguo jefe regional del carlismo en Cataluña, que había sido cesado en 1949.
Sivatte consiguió arrastrar inicialmente a gran parte de los carlistas catalanes, pero parte de ellos lo abandonaron en 1964, dirigidos por Carlos Felíu de Travy, para reintegrarse en la Comunión Tradicionalista de Javier de Borbón-Parma.
La Regencia de Estella se consideraba la depositaria de los derechos históricos de la dinastía carlista tras la que consideraban pérdida de legitimidad de Javier de Borbón-Parma y editaba el boletín Tiempos Críticos. La RENACE tenía carácter tradicionalista y antifranquista, y la mayor parte de sus miembros residían en Cataluña.
Durante la transición española patrocinó el partido Unión Carlista, en el cual se integraron los últimos octavistas vasco-navarros, y se opuso a la Constitución de 1978.